# Bangor (Gwynned)
Bangor és una ciutat del nord de Gal·les, que pertany al comtat de Gwynedd. És seu episcopal i ciutat universitària. Té una població de 13.725 persones (segons el cens del 2001). La ciutat de Bangor està agermanada amb Soest, a Alemanya.
Bangor limita al sud amb la Bangor Mountain, per bé que la zona residencial de Maesgeirchen, construïda originalment per l'ajuntament com a barri de protecció oficial (council housing), queda a l'est del turó, a prop de Porth Penrhyn. La Bangor Mountain tapa el sol a zones del High Street, Glan Adda i Hirael, de manera que de novembre a març alguns trams del High Street resten permanentment a l'ombra. Pel terme municipal hi passen dos rius: l'Adda, canalitzat, que transcorre subterràniament fins a ressorgir a l'oest de Y Faenol, i el riu Cegin, que desemboca a Porth Penrhyn, al límit est de la ciutat. Porth Penrhyn va ser un port important en el decurs del segle xix, com a porta d'exportació de la pissarra extreta de la pedrera de Penrhyn, considerada la més gran del món d'aquest mineral.

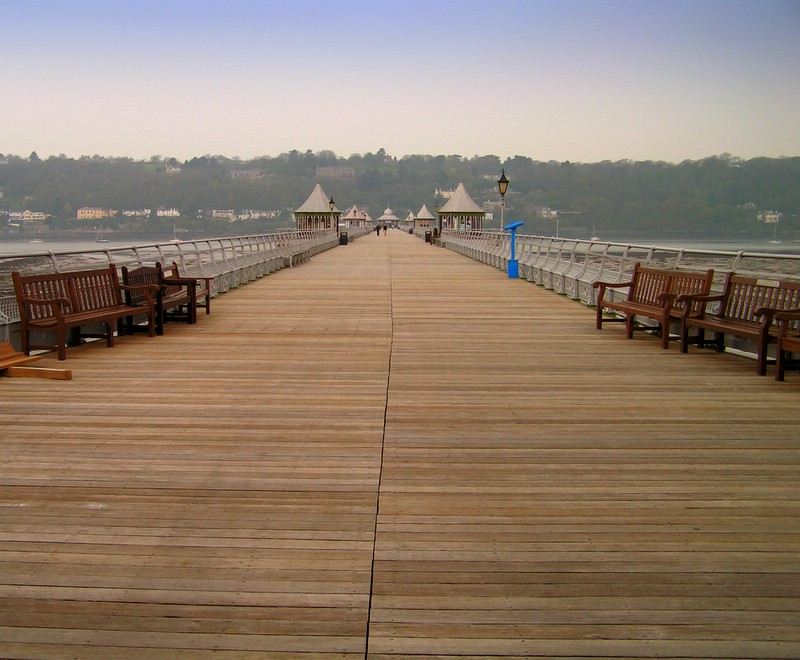
El moll Y Garth

La ciutat té un moll, llarg de 472 metres (1.500 peus), que és el segon més llarg del País i el novè de les Illes Britàniques. El seu nom és Y Garth (Garth Pier en anglès), i va estar a punt de ser enderrocat el 1974 pel seu mal estat; una campanya per la seva preservació aconseguí que fos enregistrat com a monument protegit. Les tasques de restauració començaren el 1982 i van durar fins al 1988. L'estació de Bangor pertany a la Línia Costera del Nord de Gal·les, que va de Crewe a Caergybi. Bangor és l'extrem oest del North Wales Path, un sender costaner de 60 milles (uns cent quilòmetres) que mor a Prestatyn.
Se situa davant de l'illa d'Anglesey (Ynis Môn en gal·lès), de la qual la separa l'estret de Menai (en gal·lès, l'Afon Menai, el riu [sic] Menai). Dos ponts, el Pont Britannia i el Pont Grog y Borth el travessen. Veïna a aquest darrer es troba l'Illa de Dysilio, amb vistes sobre l'estret, els ponts i la costa de Bangor.

## Orígens
Els orígens de la ciutat es vinculen a la construcció d'un monestir pel sant celta Deiniol a mitjans del segle vi. La paraula Bangor prové d'una paraula gal·lesa que designava una mena de tancat, com el que hi havia originalment en el lloc del cenobi. En el mateix lloc s'hi troba la catedral actual, encara que l'edifici de la seu és més modern, i ha sofert moltes modificacions al llarg dels segles. El bisbat de Bangor és un dels més antics de Gran Bretanya. La població té també el High Street (Carrer Major) més llarg de Gal·les. Ysgol Friars, l'Escola dels Frares, fou fundada el 1557.
Després d'una llarga existència tranquil·la, la població visqué un important creixement quan el 1718 hom feu passar la ruta postal Londres-Dublín per Bangor i Porthaethwy. L'empenta de Richard Pennant, que obrí la pedrera de Penrhyn, a la veïna Bethesda, i la uní amb Bangor amb una línia fèrria per poder embarcar la pissarra que n'extreia, va acabar de donar l'impuls que la ciutat necessitava. A mitjan segle xix, Bangor era la ciutat més important del nord de Gal·les.

## Cultura i esports

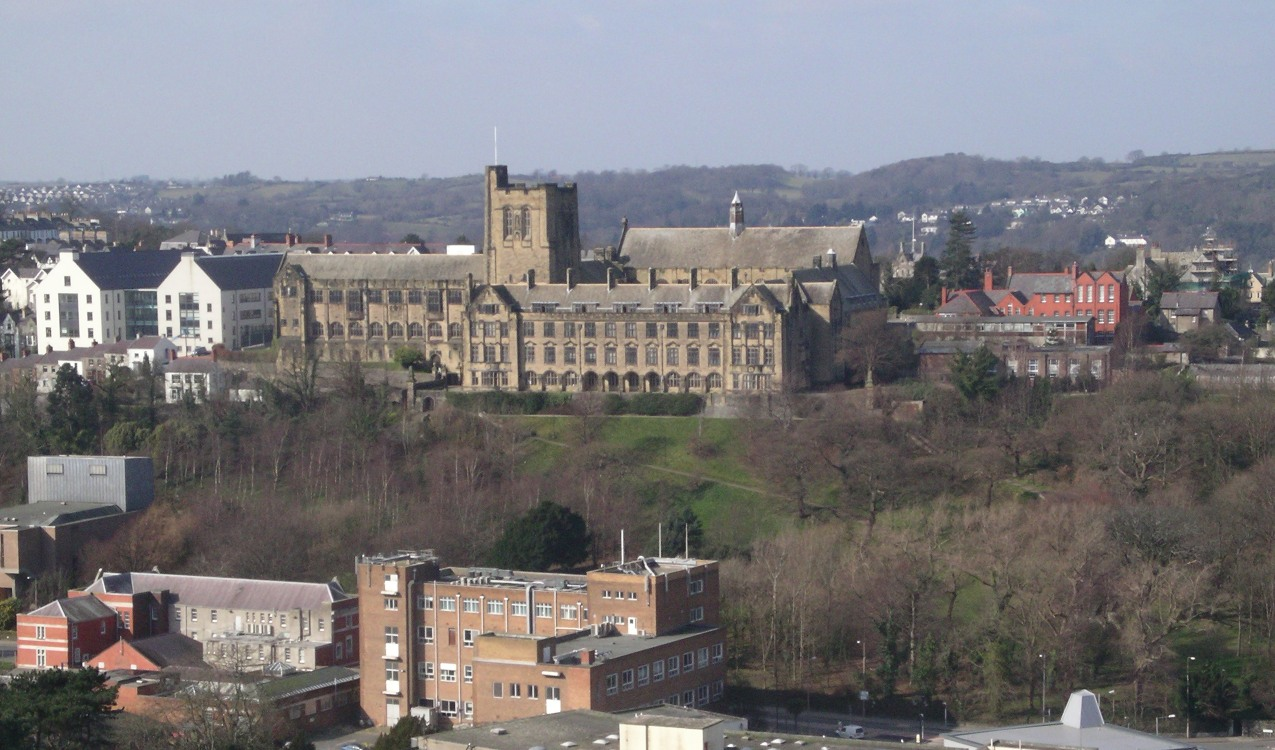
La universitat

Bangor és ciutat universitària des del 1884. A les facultats de la Prifysgol Cymru (Universitat de Gal·les) hi estudien uns vuit mil alumnes. La ciutat està situada en una àrea on es parla gal·lès predominantment, amb un 46,7% de la població que declara que parla gal·lès (i això, malgrat que la majoria dels estudiants de la universitat procedeixin de fora de Gal·les).
La població acollí els Eisteddfodau Nacionals dels anys 1890, 1902, 1915, 1931, 1940 (encara que en les ones de la ràdio només), 1943, 1971 i 2005, a més d'un d'extraoficial del 1874.
Les emissores de ràdio locals són la Champion FM 103, parlada en anglès i gal·lès, i la Storm FM, que emet des de la universitat. Bangor té un equip de futbol, el Bangor City F.C., que juga a la Welsh Premier League (primera divisió gal·lesa). Ha guanyat diverses lligues i copes, i ha representat Gal·les en diverses competicions europees.